# Pavlo Feofanovyč Šandruk
Pavlo Feofanovyč Šandruk (ukrajinsky Павло Феофанович Шандрук) narozen 28. února 1889 ve vesnici Borsuky (ukrajinsky Борсуки) ve Volyňské gubernii Ruského impéria, zemřel 15. února 1979 ve městě Trenton ve státě New Jersey v USA, byl velitelem v armádě Ukrajinské lidové republiky a vrchním velitelem Ukrajinské národní armády v roce 1945.

## Mládí
Narodil se v rodině pravoslavného kněze ve vesničce Borsuki, která leží v dnešním Laniveckém rajónu na Ukrajině. Studoval v přípravných třídách na teologickém semináři. Vystudoval mužské klasické gymnázium v Ostrohu a tři ročníky na Historickém a filologickém institutu knížete Bezbradého (ukrajinsky Ніжинський історико-філологічний інститут князя Безбородька) v Nižynu. V letech 1910–1913 pracoval u policie.  

## První světová válka
Bojoval v první světové válce od roku 1915, kdy byl povolán do vojenské služby. Dne 1. září 1915 byl zapsán do Alexejevského vojenského učiliště jako kadet dobrovolník. Po úspěšném absolvování zrychleného čtyřměsíčního kurzu byl povýšen na praporčíka a zařazen do armády k pěchotě. Nastoupil k 232. záložnímu pluku umístěnému ve městě Tver. Rozkazem z 29. září 1916 byl povýšen na podporučíka a jmenován do funkce velitele 3. praporu. Byl také údajně vyznamenán Řádem svatého Vladimíra, ale pro toto tvrzení není k dispozici opora v dokumentech.
Rozkazem z 10. března 1917 byl převelen k 70. rjažskému pěšímu pluku 18. pěší divize, se kterým se zúčastnil bojů v sestavě Severního frontu v okolí města Daugavpils. V srpnu 1917 byl vyslán nakupovat potraviny pro pluk. Zpět k pluku se vrátil po říjnové revoluci. V únoru 1918 byl demobilizován a propuštěn z armády.

## Ruská občanská válka
V průběhu ruské občanské války se aktivně zapojil do bojů proti bolševikům. Nejprve se dobrovolně přihlásil do řad Záporožských oddílů podporujících Centrální radu Ukrajiny. Od dubna do srpna 1918 sloužil jako poručík v divizi obrněných vlaků samostatné Záporožské divize ozbrojených sil Ukrajinského státu, který vznikl jako protektorát císařského Německa.
Od září 1918 do dubna 1919 sloužil v kanceláři vojenského velitele v Charkově. Od května 1919 bojoval proti Rudé armádě v řadách armády Ukrajinské lidové republiky v okolí měst Gusjatin (ukrajinsky Гусятин), Kremenec, Počajiv a Ternopil. V těchto bojích postupoval ve funkcích:
- v květnu 1919 velitel praporu,
- v červnu a červenci 1919 velitel 9. pěšího pluku,
- od srpna 1919 velitel 1. pluku.

V listopadu 1919 byl po porážce ukrajinské armády internován Poláky. Po vypuknutí polsko-sovětské války bojoval v řadách ukrajinských sil na straně Poláků proti bolševikům. Od dubna 1920 působil ve 4. brigádě střelecké divize a dne 25. července 1920 byl povýšen na plukovníka. Na konci roku 1920 byl povýšen na generálmajora (ukrajinsky Генерал-хорунжий) armády Ukrajinské lidové republiky. Po ukončení bojů ustoupil zpět na polské území, kde byl znovu internován.

## V Druhé polské republice
V internaci se stal velitelem tábora číslo 10 poblíž města Kališ, kde také organizoval základní školu. Z internačního tábora byl propuštěn v roce 1921.
Byl aktivní v hnutí prométeistickém hnutí za osvobození národů SSSR. Po převratu v květnu 1926 dostali ukrajinští vojáci pasy a status politických uprchlíků. Redigoval časopis Tábor (ukrajinsky Табор) vydávaný v Polsku pro ukrajinské emigranty. Od března 1927 působil jako náčelník organizačního oddělení generálního štábu Vojenského ministerstva Ukrajinské lidové republiky v exilu. Od srpna 1927 do května 1936 byl náčelníkem generálního štábu této armády v exilu při Hlavním štábu polské armády. Cílem jeho práce bylo organizovat ukrajinskou armádu po boku polské armády v případě agrese SSSR proti Polsku. Byl spoluautorem mobilizačních plánů pro ukrajinskou armádu složenou z emigrantů a Ukrajinců žijících v Polsku.
V roce 1929 absolvoval Vojenský radiotechnický institut ve Varšavě. Byl editorem sbírky dokumentů "Ukrajinsko-moskevská válka v roce 1920", která vznikla v roce 1933. Byl autorem mnoha vojenských prací, které vycházely v letech 1927 – 1935 ve Varšavě a Paříži.
Pro ukrajinskou armádu v roce 1928 sestavil učebnici výzbroje pěchoty a posádkové služby. Byl také zvolen na 2. kongresu ukrajinské emigrace do Centrální rady Ukrajiny.
V květnu 1936 se stal vojákem z povolání (smluvní služba) v polské armádě. V roce 1938 studoval na Vyšší vojenské škole (polsky Wyższa Szkoła Wojenna) ve Varšavě. V srpnu 1938 byl povýšen na podplukovníka polské armády. Sloužil u 18. pěšího pluku polské armády ve městě Skierniewice. 

## Druhá světová válka
Po napadení Polska Německem v roce 1939 vstoupil do bojů s wehrmachtem jako velitel 29. brigády polské armády. V bitvě u města Tomaszów Lubelski zachránil brigádu před zničením, za což zpětně obdržel v roce 1965 vyznamenání Virtuti Militari V. třídy. V bojích utržil těžká zranění a 23. září 1939 byl Němci zajat. 
Ze zajetí byl jako nemocný propuštěn v lednu 1940. Byl následně vězněn gestapem po dobu sedmi měsíců. Byl propuštěn, aby pomáhal s německými přípravami útoku na SSSR. Proto v letech 1940–1941 pracoval jako překladatel na německém vojenském velitelství. Na jaře 1941 byl mezi ukrajinskými důstojníky, které chtěli Němci využít k vytvoření vojenských formací na východě. V roce 1941 však požádal o propuštění z německých služeb. Poté působil jako ředitel městského kina ve městě Skierniewice, které tehdy leželo v Generálním gouvernementu. Na jaře 1943 odmítl nastoupit do funkce náčelníka štábu 14. granátnické divize SS (1. ukrajinské).
V březnu až květnu 1945 zastával funkci prezidenta Ukrajinského národního výboru vytvořeného ve Výmaru. Jako hlavní představitel tohoto výboru uzavřel dohodu o jeho politické koncepci s hlavními představiteli OUN. Zároveň se v této funkci zasadil o to, aby jeho výbor nepodléhal generálu Vlasovovi (KONR).
Dne 15. března 1945 byl jmenován vrchním velitelem Ukrajinské národní armády. Dne 8. května 1945 se vzdal v Rakousku Američanům a Britům.

## Poválečné období
Na osobní zásah Władysława Anderse byl ze zajetí propuštěn a díky intervenci polského generála nebyli příslušníci Ukrajinské národní armády vydáni do SSSR, ačkoliv podle Jaltských dohod vydáni měli být. Status jejich občanství byl totiž změněn ze sovětského na polské. 
Žil v Německu a od roku 1949 (1948) v USA. Je autorem prací o vojenské historii, které v angličtině vyšly pod názvem Arms of Valor v New Yorku v roce 1959.
V roce 1965 byl vyznamenán generálem Władysławem Andersem, se kterým pracoval během polského tažení wehrmachtu v roce 1939, polským řádem Virtuti Militari V. třídy za hrdinství během nepřátelských akcí v roce 1939. Řád mu byl udělen zpětně rozkazem prezidenta polské exilové vlády Augusta Zaleského.
V USA v roce 1979 zemřel ve městě Trenton (New Jersey) a byl pohřben na pravoslavném hřbitově v South Bound Brook.
V roce 2016 po něm byla pojmenována ulice na předměstí Ivano-Frankivska. V roce 2018 mu byla odhalena pamětní deska v jeho rodišti a ve městě Nižyn.